# Patinatge artístic als Jocs Olímpics d'hivern de 2018 - Individual masculí
La competició individual masculina de patinatge artístic sobre gel dels Jocs Olímpics d'Hivern de 2018 va ser celebrada els dies 16 i 27 de febrer de 2018 al Gangneung Ice Arena, a Gangneung (Corea del Sud). El programa curt va ser disputat el 16 de febrer i el programa lliure el 17 de febrer.
La cerimònia de medalles de la competició va ser la número 1000 de tota la història dels Jocs Olímpics.

## Resum
Amb la victòria als Jocs Olímpics de 2018, Yuzuru Hanyu es va convertir en el primer patinador masculí en 66 anys en guanyar dues medalles d'or consecutives, després que Dick Button aconseguís el mateix el 1952. El seu company japonès Shoma Uno va guanyar la medalla de plata i l'espanyol Javier Fernández va emportar-se bronze, aconseguint així, la primera medalla en patinatge artístic per Espanya.
Vincent Zhou va aconseguir completar el primer quàdruple Lutz en uns Jocs Olímpics. Nathan Chen va ser el primer en completar sis quàdruples, cinc d'ells, nets. Chen també va ser el primer en completar un quàdruple flip als Olímpics.

## Classificació
Un total de 30 equips es van classificar-se per competir, amb cada país podent presentar un màxim de tres equips. 24 posicions van ser repartides durant el Campionat del Món de 2017 i les posicions restants es van repartir durant el Trofeu Nebelhorn de 2017. Cada país decidia quins equips presentava i els atletes que guanyaven no tenien assegurat el dret de competir. Tots els equips necessitaven aconseguir una puntuació mínima en els elements. Pel programa curt, aquesta era de 25.00 punts i pel programa lliure era de 45.00.

## Horari
| Indica una cerimònia de medalles. |

| Data         | Hora  | Hora | Programa        |
| Data         | KST   | CET  | Programa        |
| ------------ | ----- | ---- | --------------- |
| 16 de febrer | 10:00 | 3:00 | Programa curt   |
| 17 de febrer | 10:00 | 3:00 | Programa lliure |

## Resultats

### Programa curt
El programa curt es va disputar el 16 de febrer de 2018.
| Pos.                              | Nom                        | País                       | TSS    | TES   | PCS   | SS   | TR   | PE   | CH   | IN   | Ded   | Stn |
| --------------------------------- | -------------------------- | -------------------------- | ------ | ----- | ----- | ---- | ---- | ---- | ---- | ---- | ----- | --- |
| 1                                 | Yuzuru Hanyu               | Japó                       | 111.68 | 63.18 | 48.50 | 9.71 | 9.43 | 9.86 | 9.75 | 9.75 | 0.00  | 25  |
| 2                                 | Javier Fernández           | Espanya                    | 107.58 | 59.79 | 47.79 | 9.36 | 9.36 | 9.71 | 9.68 | 9.68 | 0.00  | 29  |
| 3                                 | Shoma Uno                  | Japó                       | 104.17 | 58.13 | 46.04 | 9.29 | 9.00 | 9.25 | 9.29 | 9.21 | 0.00  | 28  |
| 4                                 | Jin Boyang                 | Xina                       | 103.32 | 60.27 | 43.05 | 8.79 | 8.29 | 8.82 | 8.54 | 8.61 | 0.00  | 30  |
| 5                                 | Dmitri Aliev               | Atletes Olímpics de Rússia | 98.98  | 56.98 | 42.00 | 8.43 | 8.11 | 8.50 | 8.50 | 8.46 | 0.00  | 20  |
| 6                                 | Patrick Chan               | Canadà                     | 90.01  | 45.08 | 45.93 | 9.36 | 9.07 | 9.00 | 9.29 | 9.21 | –1.00 | 21  |
| 7                                 | Adam Rippon                | Estats Units               | 87.95  | 44.48 | 43.47 | 8.57 | 8.43 | 8.86 | 8.68 | 8.93 | –1.00 | 19  |
| 8                                 | Mikhail Kolyada            | Atletes Olímpics de Rússia | 86.69  | 43.84 | 43.85 | 8.96 | 8.54 | 8.64 | 8.82 | 8.89 | –1.00 | 27  |
| 9                                 | Michal Brezina             | Txèquia                    | 85.15  | 44.34 | 40.81 | 8.25 | 7.89 | 8.25 | 8.21 | 8.21 | 0.00  | 13  |
| 10                                | Keegan Messing             | Canadà                     | 85.11  | 45.50 | 40.61 | 8.04 | 7.96 | 8.07 | 8.29 | 8.25 | –1.00 | 12  |
| 11                                | Jorik Hendrickx            | Bèlgica                    | 84.74  | 44.17 | 40.57 | 7.96 | 7.89 | 8.25 | 8.18 | 8.29 | 0.00  | 17  |
| 12                                | Vincent Zhou               | Estats Units               | 84.53  | 48.50 | 36.03 | 7.39 | 6.96 | 7.11 | 7.32 | 7.25 | 0.00  | 3   |
| 13                                | Alexei Bychenko            | Israel                     | 84.13  | 43.63 | 40.50 | 7.93 | 7.71 | 8.36 | 8.18 | 8.32 | 0.00  | 23  |
| 14                                | Misha Ge                   | Uzbekistan                 | 83.90  | 41.75 | 42.15 | 8.18 | 8.18 | 8.54 | 8.46 | 8.79 | 0.00  | 16  |
| 15                                | Cha Jun-Hwan               | Corea del Sud              | 83.43  | 43.79 | 39.64 | 7.93 | 7.68 | 8.07 | 8.00 | 7.96 | 0.00  | 14  |
| 16                                | Brendan Kerry              | Austràlia                  | 83.06  | 45.49 | 37.57 | 7.57 | 7.36 | 7.61 | 7.57 | 7.46 | 0.00  | 10  |
| 17                                | Nathan Chen                | Estats Units               | 82.27  | 41.39 | 41.88 | 8.46 | 8.32 | 8.14 | 8.57 | 8.39 | –1.00 | 26  |
| 18                                | Daniel Samohin             | Israel                     | 80.69  | 43.29 | 38.40 | 7.79 | 7.29 | 7.79 | 7.71 | 7.82 | –1.00 | 18  |
| 19                                | Yan Han                    | Xina                       | 80.63  | 40.99 | 40.64 | 8.46 | 8.07 | 7.86 | 8.18 | 8.07 | –1.00 | 8   |
| 20                                | Keiji Tanaka               | Japó                       | 80.05  | 40.30 | 40.75 | 8.36 | 7.86 | 8.07 | 8.21 | 8.25 | –1.00 | 22  |
| 21                                | Deniss Vasiljevs           | Letònia                    | 79.52  | 39.34 | 41.18 | 8.25 | 8.00 | 8.18 | 8.39 | 8.36 | –1.00 | 24  |
| 22                                | Morisi Kvitelashvili       | Geòrgia                    | 76.56  | 40.88 | 36.68 | 7.46 | 7.11 | 7.32 | 7.43 | 7.36 | –1.00 | 11  |
| 23                                | Matteo Rizzo               | Itàlia                     | 75.63  | 39.23 | 36.40 | 7.29 | 7.11 | 7.29 | 7.39 | 7.32 | 0.00  | 5   |
| 24                                | Paul Fentz                 | Alemanya                   | 74.43  | 37.71 | 37.02 | 7.46 | 7.25 | 7.46 | 7.46 | 7.39 | 0.00  | 15  |
| No van avançar al programa lliure |                            |                            |        |       |       |      |      |      |      |      |       |     |
| 25                                | Julian Yee Zhi-Jie         | Malàisia                   | 73.58  | 38.37 | 35.21 | 7.07 | 6.82 | 7.11 | 7.14 | 7.07 | 0.00  | 9   |
| 26                                | Chafik Besseghier          | França                     | 72.10  | 38.41 | 33.69 | 6.79 | 6.29 | 6.89 | 6.86 | 6.86 | 0.00  | 2   |
| 27                                | Denis Ten                  | Kazakhstan                 | 70.12  | 30.77 | 39.35 | 8.11 | 7.82 | 7.46 | 8.07 | 7.89 | 0.00  | 4   |
| 28                                | Michael Christian Martinez | Filipines                  | 55.56  | 26.04 | 29.52 | 5.96 | 5.64 | 5.96 | 6.00 | 5.96 | 0.00  | 6   |
| 29                                | Felipe Montoya             | Espanya                    | 52.41  | 22.59 | 30.82 | 6.25 | 6.07 | 6.00 | 6.25 | 6.25 | –1.00 | 1   |
| 30                                | Yaroslav Paniot            | Ucraïna                    | 46.58  | 18.68 | 29.90 | 6.43 | 5.79 | 5.61 | 6.21 | 5.86 | –2.00 | 7   |

### Programa lliure
El programa lliure es va disputar el 17 de febrer de 2018.
| Pos. | Nom                  | País                       | TSS    | TES    | PCS   | SS   | TR   | PE   | CH   | IN   | Ded   | Stn |
| ---- | -------------------- | -------------------------- | ------ | ------ | ----- | ---- | ---- | ---- | ---- | ---- | ----- | --- |
| 1    | Nathan Chen          | Estats Units               | 206.17 | 109.55 | 96.62 | 9.71 | 9.50 | 9.64 | 9.71 | 9.75 | 0.00  | 9   |
| 2    | Yuzuru Hanyu         | Japó                       | 206.17 | 109.55 | 96.62 | 9.71 | 9.50 | 9.64 | 9.71 | 9.75 | 0.00  | 22  |
| 3    | Shoma Uno            | Japó                       | 202.73 | 111.01 | 92.72 | 9.36 | 9.07 | 9.25 | 9.32 | 9.36 | –1.00 | 24  |
| 4    | Javier Fernández     | Espanya                    | 197.66 | 101.52 | 96.14 | 9.46 | 9.43 | 9.64 | 9.79 | 9.75 | 0.00  | 23  |
| 5    | Boyang Jin           | Xina                       | 194.45 | 109.69 | 85.76 | 8.71 | 8.21 | 8.64 | 8.68 | 8.64 | –1.00 | 20  |
| 6    | Vincent Zhou         | Estats Units               | 192.16 | 112.24 | 79.92 | 8.04 | 7.71 | 8.25 | 7.96 | 8.00 | 0.00  | 15  |
| 7    | Mikhail Kolyada      | Atletes Olímpics de Rússia | 177.56 | 91.62  | 87.94 | 9.00 | 8.64 | 8.68 | 8.86 | 8.79 | –2.00 | 16  |
| 8    | Patrick Chan         | Canadà                     | 173.42 | 81.56  | 91.86 | 9.32 | 9.14 | 8.86 | 8.29 | 9.32 | 0.00  | 21  |
| 9    | Alexei Bychenko      | Israel                     | 172.88 | 89.08  | 83.80 | 8.39 | 8.04 | 8.61 | 8.43 | 8.43 | 0.00  | 7   |
| 10   | Adam Rippon          | Estats Units               | 717.41 | 84.47  | 86.94 | 8.75 | 8.54 | 8.68 | 8.71 | 8.79 | 0.00  | 18  |
| 11   | Daniel Samohin       | Israel                     | 170.75 | 89.03  | 81.72 | 8.32 | 7.75 | 8.32 | 8.18 | 8.29 | 0.00  | 8   |
| 12   | Keegan Messing       | Canadà                     | 170.32 | 84.88  | 85.44 | 8.50 | 8.29 | 8.61 | 8.61 | 8.71 | 0.00  | 14  |
| 13   | Dmitri Aliev         | Atletes Olímpics de Rússia | 168.53 | 85.39  | 85.14 | 8.64 | 8.39 | 8.32 | 8.61 | 8.61 | –2.00 | 19  |
| 14   | Cha Jun-Hwan         | Corea del Sud              | 165.16 | 84.94  | 81.22 | 8.21 | 7.86 | 8.25 | 8.11 | 8.18 | –1.00 | 11  |
| 15   | Keiji Tanaka         | Japó                       | 164.78 | 85.64  | 81.14 | 8.36 | 7.89 | 8.00 | 8.18 | 8.14 | –2.00 | 5   |
| 16   | Jorik Hendrickx      | Bèlgica                    | 164.21 | 81.79  | 82.42 | 8.25 | 7.96 | 8.36 | 8.25 | 8.39 | 0.00  | 13  |
| 17   | Misha Ge             | Uzbekistan                 | 161.04 | 74.96  | 86.08 | 8.46 | 8.36 | 8.54 | 8.75 | 8.93 | 0.00  | 10  |
| 18   | Michal Brezina       | Txèquia                    | 160.92 | 76.58  | 84.34 | 8.57 | 8.21 | 8.39 | 8.57 | 8.43 | 0.00  | 17  |
| 19   | Matteo Rizzo         | Itàlia                     | 156.78 | 80.86  | 75.92 | 7.64 | 7.32 | 7.79 | 7.61 | 7.57 | 0.00  | 2   |
| 20   | Deniss Vasiljevs     | Letònia                    | 155.06 | 76.42  | 80.64 | 8.14 | 7.86 | 7.96 | 8.18 | 8.18 | –2.00 | 1   |
| 21   | Brendan Kerry        | Austràlia                  | 150.75 | 75.33  | 77.42 | 7.96 | 7.54 | 7.68 | 7.82 | 7.71 | 0.00  | 12  |
| 22   | Paul Fentz           | Alemanya                   | 139.82 | 66.98  | 72.84 | 7.50 | 7.14 | 7.14 | 7.39 | 7.25 | 0.00  | 3   |
| 23   | Yan Han              | Xina                       | 132.38 | 53.80  | 79.58 | 8.36 | 7.82 | 7.57 | 8.04 | 8.00 | –1.00 | 4   |
| 24   | Morisi Kvitelashvili | Geòrgia                    | 128.01 | 63.35  | 70.66 | 7.43 | 6.86 | 6.68 | 7.32 | 7.04 | –6.00 | 6   |

### Total
La classificació es va determinar segons la puntuació total de cada patinador.
| Pos.                              | Nom                        | País                       | PT     | SP     | SP | FS     | FS |
| --------------------------------- | -------------------------- | -------------------------- | ------ | ------ | -- | ------ | -- |
| 01 !                              | Yuzuru Hanyu               | Japó                       | 317.85 | 111.68 | 1  | 206.17 | 2  |
| 02 !                              | Shoma Uno                  | Japó                       | 306.90 | 104.17 | 3  | 202.73 | 3  |
| 03 !                              | Javier Fernández           | Espanya                    | 205.24 | 107.58 | 2  | 197.66 | 4  |
| 4                                 | Jin Boyang                 | Xina                       | 297.77 | 103.32 | 4  | 194.45 | 5  |
| 5                                 | Nathan Chen                | Estats Units               | 297.35 | 82.27  | 17 | 206.17 | 1  |
| 6                                 | Vincent Zhou               | Estats Units               | 276.69 | 84.53  | 12 | 192.16 | 6  |
| 7                                 | Dmitri Aliev               | Atletes Olímpics de Rússia | 267.51 | 98.98  | 5  | 168.53 | 13 |
| 8                                 | Mikhail Kolyada            | Atletes Olímpics de Rússia | 264.25 | 86.69  | 8  | 177.56 | 7  |
| 9                                 | Patrick Chan               | Canadà                     | 263.43 | 90.01  | 6  | 173.42 | 8  |
| 10                                | Adam Rippon                | Estats Units               | 259.36 | 87.95  | 7  | 171.41 | 10 |
| 11                                | Alexei Bychenko            | Israel                     | 257.01 | 84.13  | 13 | 172.88 | 9  |
| 12                                | Keegan Messing             | Canadà                     | 255.43 | 85.11  | 10 | 170.32 | 12 |
| 13                                | Daniel Samohin             | Israel                     | 251.44 | 80.69  | 18 | 170.75 | 11 |
| 14                                | Jorik Hendrickx            | Bèlgica                    | 248.85 | 84.74  | 11 | 164.2  | 16 |
| 15                                | Cha Hun-hwan               | Corea del Sud              | 248.59 | 83.43  | 15 | 165.16 | 14 |
| 16                                | Michal Brezina             | Txèquia                    | 246.07 | 85.15  | 9  | 160.92 | 18 |
| 17                                | Misha Ge                   | Uzbekistan                 | 244.94 | 83.90  | 14 | 161.04 | 17 |
| 18                                | Keiji Tanaka               | Japó                       | 244.83 | 80.05  | 20 | 164.78 | 15 |
| 19                                | Deniss Vasiljevs           | Letònia                    | 234.58 | 79.52  | 21 | 155.06 | 20 |
| 20                                | Brendan Kerry              | Austràlia                  | 233.81 | 83.06  | 16 | 150.75 | 21 |
| 21                                | Matteo Rizzo               | Itàlia                     | 232.41 | 75.63  | 23 | 156.78 | 19 |
| 22                                | Paul Fentz                 | Alemanya                   | 214.55 | 74.73  | 24 | 139.82 | 22 |
| 23                                | Yan Han                    | Xina                       | 213.01 | 80.63  | 19 | 132.38 | 23 |
| 24                                | Moris Kvitelashvili        | Geòrgia                    | 204.57 | 76.56  | 22 | 128.01 | 24 |
| No van avançar al programa lliure |                            |                            |        |        |    |        |    |
| 25                                | Julian Yee Zhi-Jie         | Malàisia                   | 73.58  | 73.58  | 25 | —      | —  |
| 26                                | Chafik Besseghier          | França                     | 72.10  | 72.10  | 26 | —      | —  |
| 27                                | Denis Ten                  | Kazakhstan                 | 70.12  | 70.12  | 27 | —      | —  |
| 28                                | Michael Christian Martinez | Filipines                  | 55.56  | 55.56  | 28 | —      | —  |
| 29                                | Felipe Montoya             | Espanya                    | 52.41  | 52.41  | 29 | —      | —  |
| 30                                | Yaroslav Paniot            | Ucraïna                    | 46.58  | 46.58  | 30 | —      | —  |